# Seilbahn Mannheim

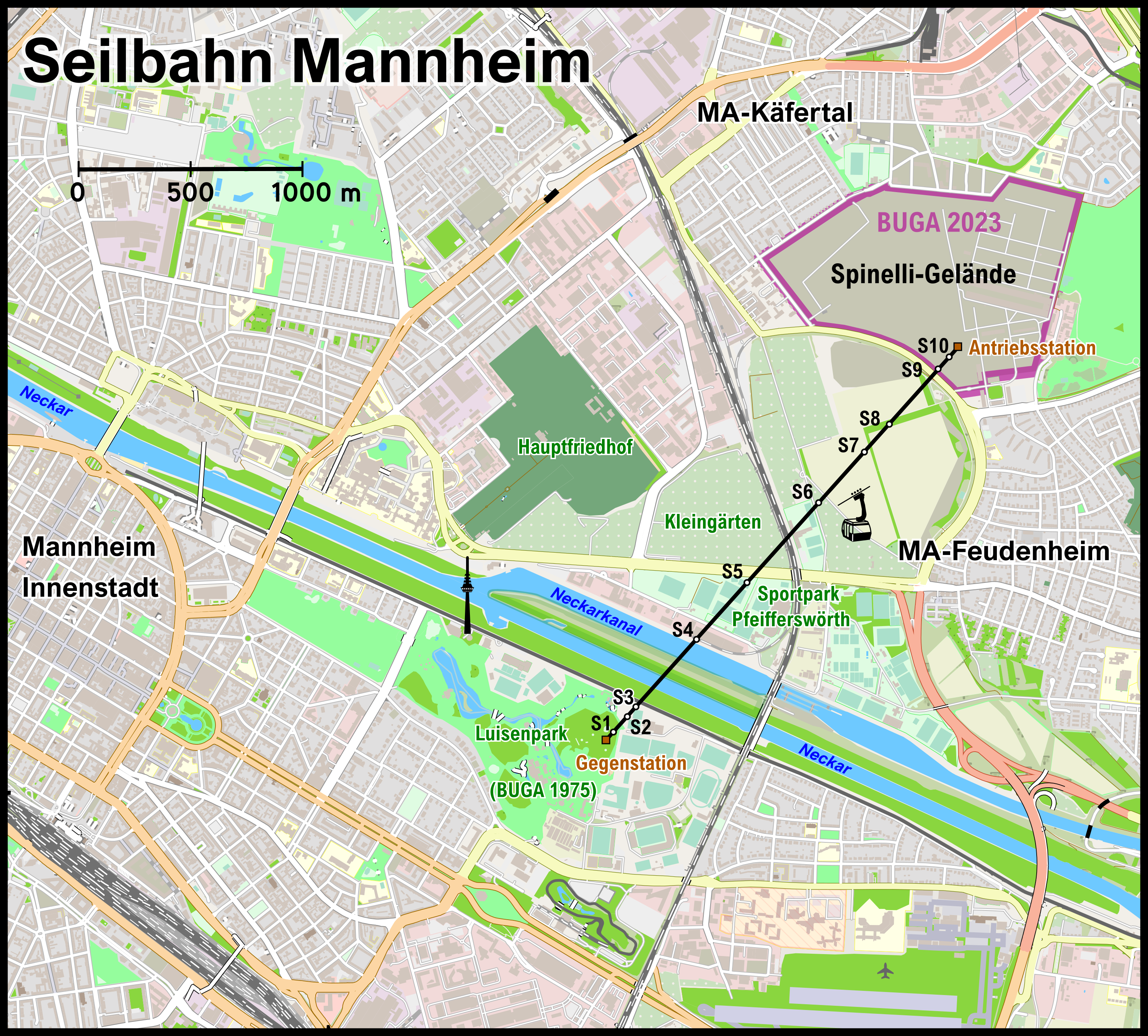
Seilbahnführung zur BUGA 2023 mit den zehn Stützpfeilern (S1–S10)

Die Seilbahn Mannheim war eine temporäre Seilbahn auf dem Gelände der Bundesgartenschau 2023 in Mannheim. Die Bauarbeiten begannen im Juni 2022. Sie verband das Spinelli-Gelände der BUGA 2023 mit dem rund zwei Kilometer entfernten Luisenpark, der bereits 1975 als Bundesgartenschaugelände diente.

## Geschichte
Die Projektzustimmung der Stadt Mannheim sowie die Einreichung des Planfeststellungsverfahrens fand im Dezember 2020 statt. Im April 2021 wurde das Genehmigungsverfahren beim Regierungspräsidium Karlsruhe eingeleitet. Zu den Zielen gehörte es, eine leistungsstarke Verkehrsanbindung zwischen dem alten Bundesgartenschaugelände (BUGA) von 1975 (Luisenpark) und der Fläche des Spinelli-Geländes der BUGA 2023 zu schaffen. Die Bereitstellung des Verkehrsmittels sollte zuverlässig, sicher, nachhaltig, komfortabel, barrierefrei und hochfrequent nutzbar sein. Diese Kriterien führten zur Entscheidung, eine Seilbahn als Verkehrsmittel zu wählen, da diese auch zusätzliches Verkehrsaufkommen außerhalb der Einrichtungen der BUGA vermeide. Die Bauarbeiten begannen im Juni 2022 und waren im März 2023 beendet, die Inbetriebnahme erfolgte zusammen mit der Eröffnung der BUGA im April 2023. Nach dem Ende der Gartenschau wurde die Seilbahn von dem Unternehmen Doppelmayr noch einige Wochen zu Testzwecken genutzt. Ein Teil der Stützen, der Antrieb und 45 der 62 Kabinen wurden an das österreichische Skigebiet Kappl verkauft und dort zur Modernisierung der bestehenden Diasbahn verwendet. Im Januar 2024 wurde mit dem Rückbau der Seilbahnanlage und der Fundamente begonnen. Der Abbau war am 1. März 2024 abgeschlossen.

## Beschreibung und Technische Daten
Die Seilbahn verband die beiden Teile des BUGA-Geländes, die ehemaligen Spinelli Barracks in Mannheim-Feudenheim und den Luisenpark, miteinander. Dabei überquerte sie den Sportpark Neckarplatt / Pfeifferswörth. Der Luisenpark war zusammen mit dem Herzogenriedpark Austragungsort der Bundesgartenschau 1975 und der Aerobus verband die beiden Orte.
Die Station „Spinelli“ war die Antriebsstation (Lage), am Luisenpark war die Gegenstation. Die geradlinige Streckenführung über den Neckarkanal und Neckar endete am nordöstlichen Ende des Luisenparks in der Nähe der Trampolinanlage (Lage). Die Station Spinelli war ein rund 50 Meter langes, 23 Meter breites und 8 Meter hohes Bauwerk, das auf einem Tragegerüst den Antrieb der Seilbahn und den Notantrieb beherbergte. Die U-förmige Tragekonstruktion ruhte auf drei Stehern, wobei der mittlere aus Stahlbeton die Seilzüge aufnahm. Die Station bestand aus drei Baukörpern: einem Kommandoraum mit elektrischem Betriebsraum, eine Umlenk-Brückenstation mit der Seilbahntechnik und dem Notantrieb sowie dem Kabinenbahnhof als Strahltragwerk mit Holzverschalung.
Die Gegenstation Luisenpark fiel mit 36 Meter Länge, 18 Meter Breite und 7,50 Meter Höhe etwas kleiner aus. In der Station Luisenpark befand sich ein zweiter Notantrieb. Die U-förmige Tragegerüstkonstruktion ruhte genau wie bei der Antriebsstation auf drei Stehern. Diese Station bestand aus zwei Baukörpern: zwei Diensträumen in Containerbauweise mit Holzverschalung und der Umlenk-Brückenstation.
Eine Fahrt auf der 2,1 Kilometer langen Strecke dauerte knapp sieben Minuten, was einer Geschwindigkeit von 6,5 Meter pro Sekunde entspricht. Die 64 Kabinen mit je zehn Sitzplätzen hatten eine stündliche Transportleistung von 2800 Besuchern je Richtung. Die Seilbahnstrecke verlief auf zehn Rundrohrstützen, die jeweils zwischen 8 und 50 Metern hoch waren. Mit der vergleichsweise hohen Seilführung wurde eine Beeinträchtigung Dritter gering gehalten und Eingriffe in den Baumbestand auf der Trasse möglichst vermieden. Mit dem Bau, Betrieb und dem Rückbau der Seilbahn war bereits Ende 2020 das österreichische Unternehmen Doppelmayr beauftragt worden. Die Seilbahn wurde als ökologischste Verbindung der Ausstellungsflächen ausgewählt und war davor bereits bei der niederländischen Weltgartenbauausstellung Floriade 2022 in Almere im Einsatz.

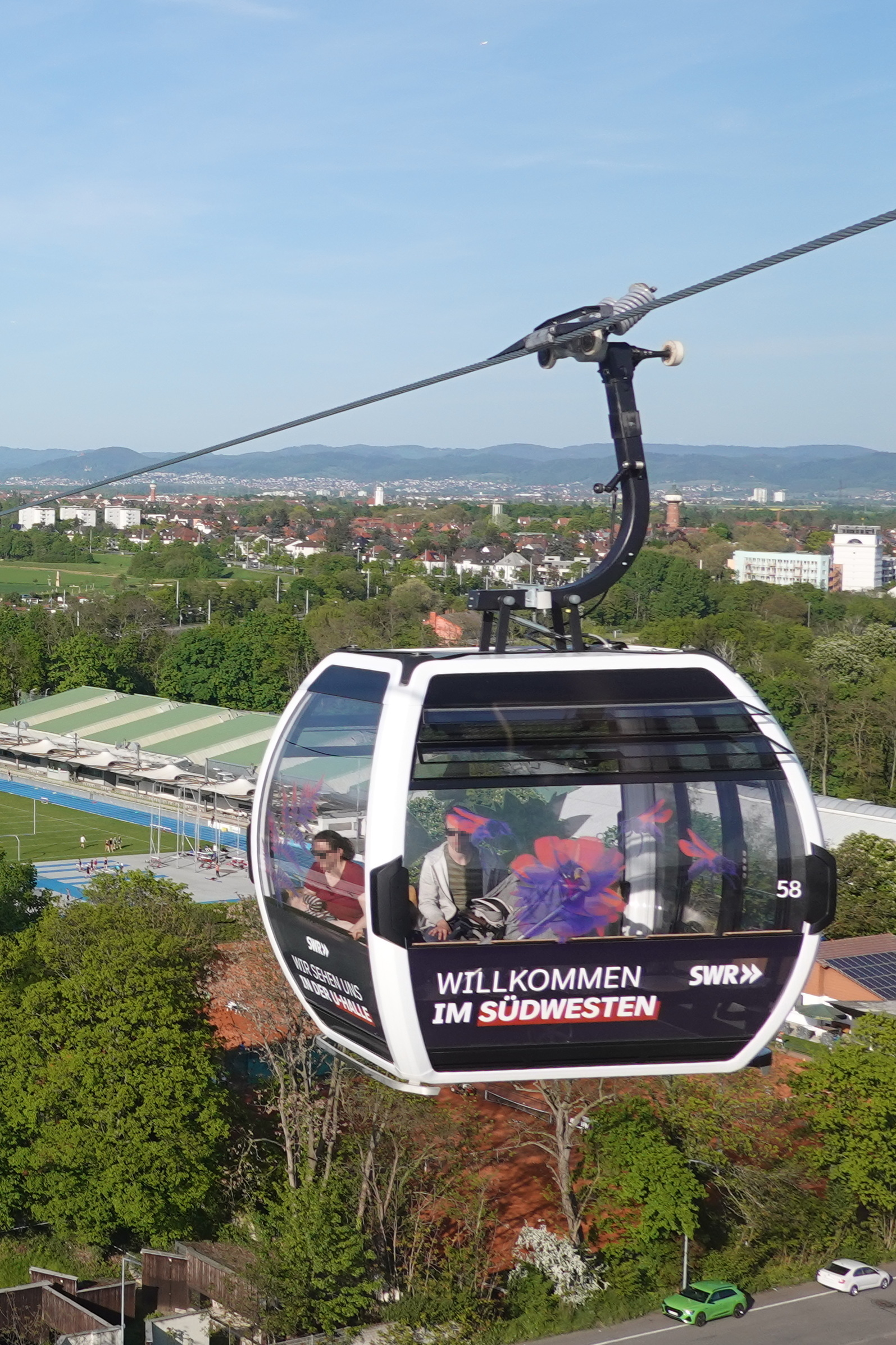
Kabine auf der BUGA 2023

Das Mannheimer Seilbahn hatte folgende technische Daten:
| - Auffahrseite: links - Fahrzeugabstand: 83,57 Meter - Fahrzeugfolgezeit: 12,86 Sekunden - Fahrzeit: 7 Minuten                                                                               | - Durchschnitt Seil: 48 Millimeter - Durchschnitt der Antriebs- und Umkehrscheibe: 6,35 Meter - Spurweite Strecke: 6,40 Meter                                             |
| - Horizontale Länge: 2049,00 Meter, schräge Länge: 2056,36 Meter - Höhenunterschied: 6,00 Meter - Mittlere Neigung: 0,29 %, maximale Seilneigung: 39,93 % - Endlose Seillänge: 4186,34 Meter | - Dauerleistung: 344 kW - Anfahrleistung: 556 kW, Bremsleistung: - 486 kW - Aufstellungshöhe Antrieb: 104 Meter - Gründung: 10 Schwerlastfundamente (2 mit Pfahlgründung) |

## Passagierzahlen
Während der Bundesgartenschau beförderte die Seilbahn laut elektronischer Zählung an den Stationen 3,06 Millionen Passagiere.

## Bilder der Strecke

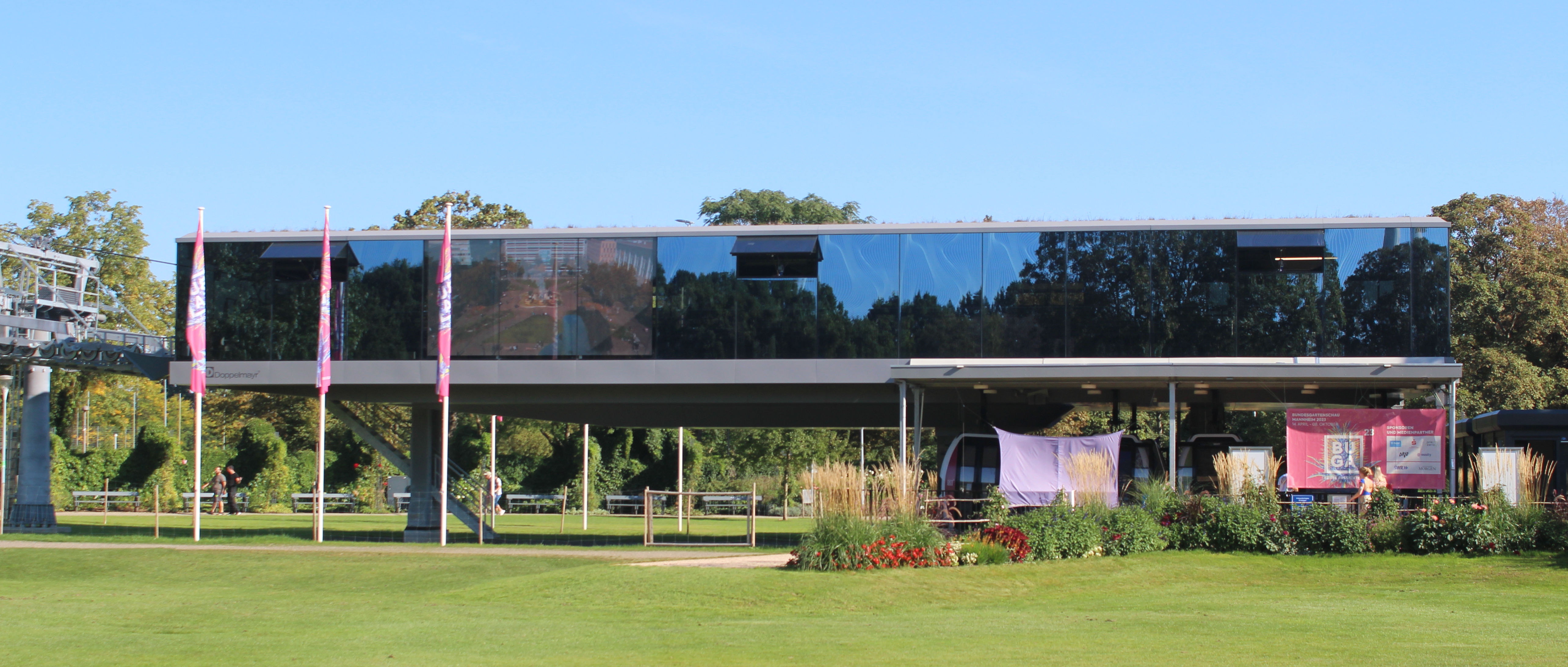
Seilbahnstation Luisenpark
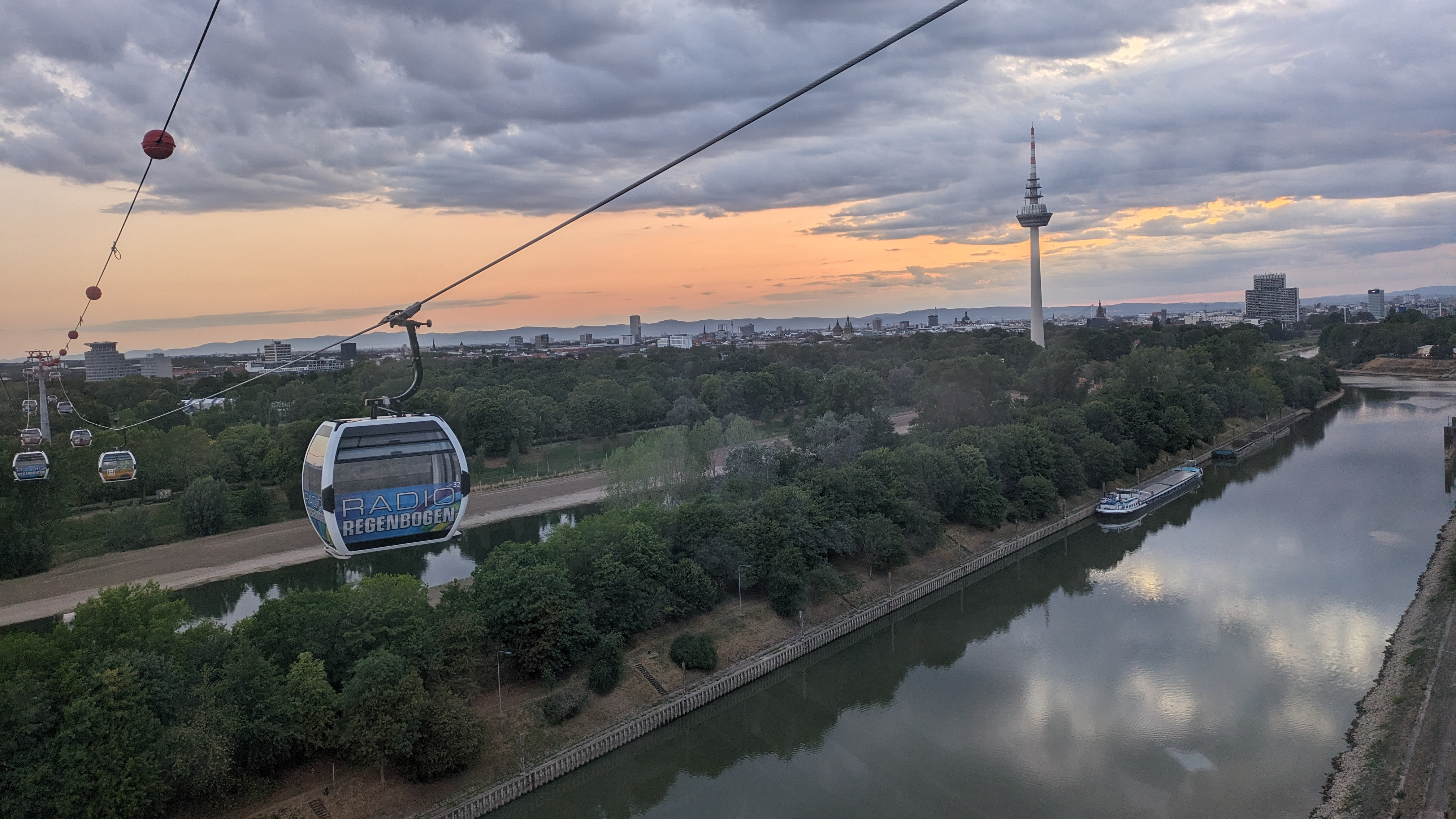
Seilbahn mit Fernmeldeturm
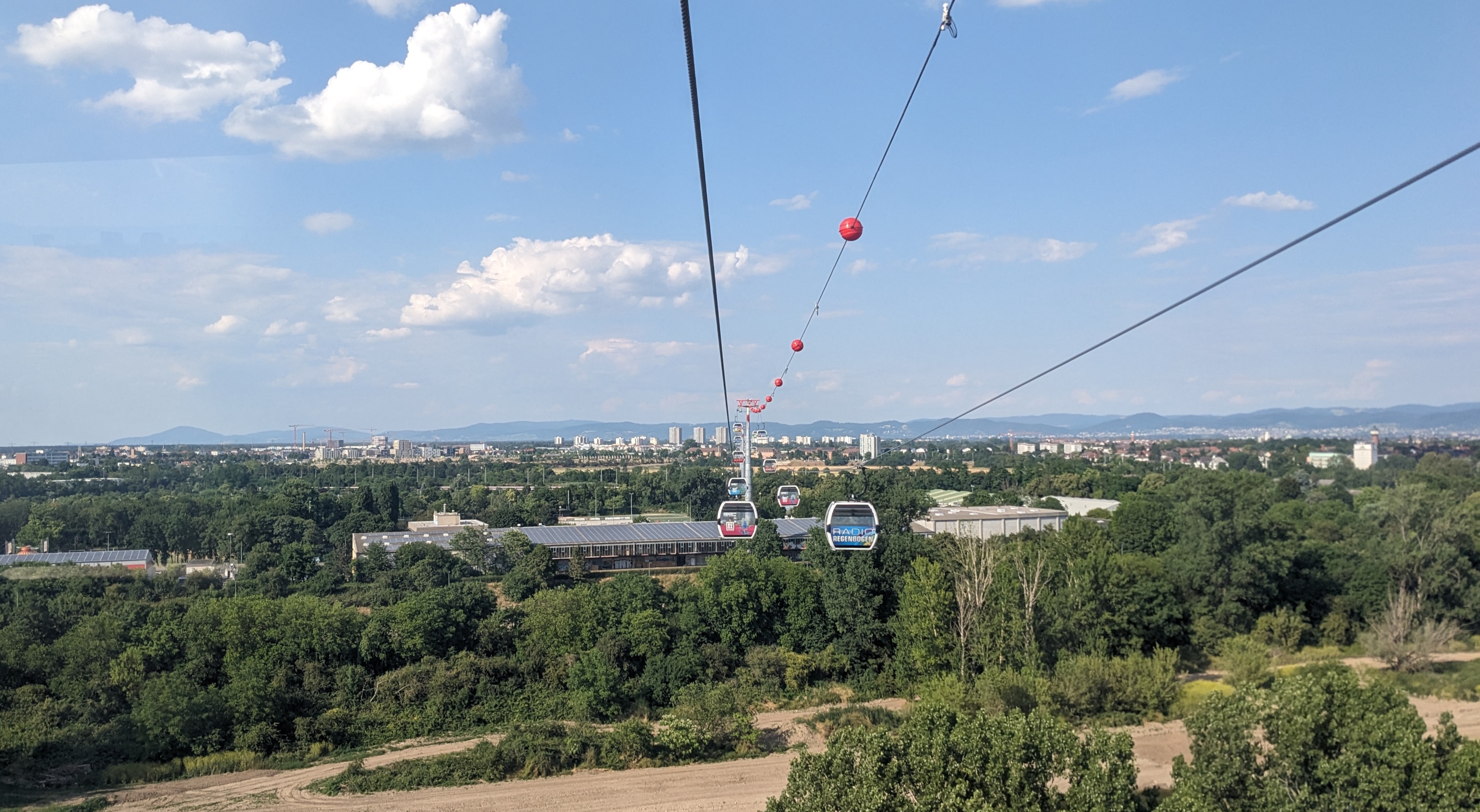
Blick auf Höhe Neckar Richtung Spinelli
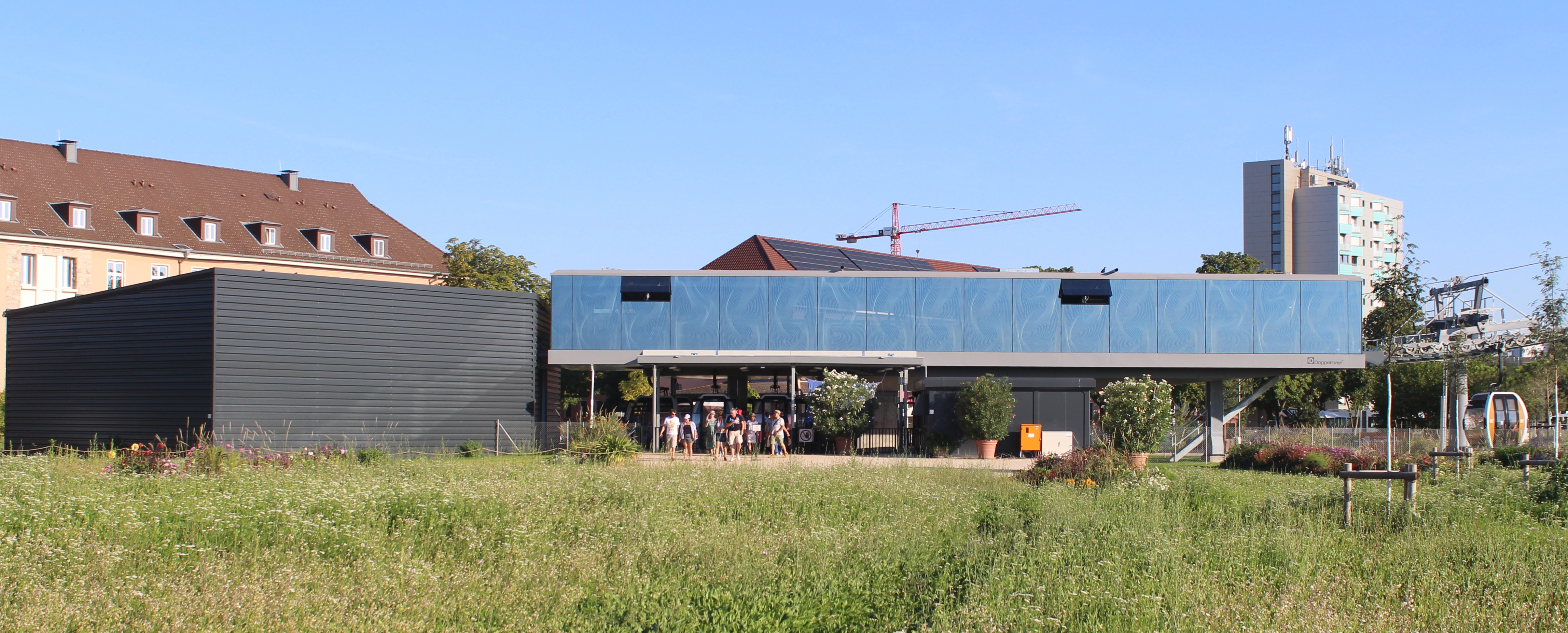
Seilbahnstation Spinellipark